# Club El Porvenir
Maillots
Le Club El Porvenir est un club argentin de football basé à Gerli.

## Histoire
Le club n'a plus joué en Championnat d'Argentine de football depuis qu'il est passé professionnel en 1931.
L'équipe est même reléguée en Championnat d'Argentine de Primera-B (3e division) à la fin de la saison 2006, en dépit de sa 12e place sur 20. La raison est celle du mode de relégation compliqué qui est mis en place dans le Championnat d'Argentine de Nacional-B. En effet, le Club El Porvenir a terminé avec un ratio de 1,211 points par match, soit le plus faible du championnat, ce qui implique une relégation automatique.

## Joueurs emblématiques
- Gabriel Calderón
- Esteban Fuertes
- Adrián Hernán González
- Oscar Más
- Manuel Seoane